# Perik Mbue
Perik Mbue is een bestuurslaag in het regentschap Dairi van de provincie Noord-Sumatra, Indonesië. Perik Mbue telt 821 inwoners (volkstelling 2010).